# Långörad springråtta
Långörad springråtta (Euchoreutes naso) är en gnagare i familjen springråttor som förekommer i Asien. Arten är ensam i släktet Euchoreutes.

## Utseende
Individerna når en kroppslängd (huvud och bål) mellan 7 och 9 cm. Därtill kommer en 15 till 16 cm lång svans. Hannar väger mellan 24 och 38 gram. Honor är något mindre och lättare. Pälsen är på ovansidan gulaktig till rosa och på buken vit. Den långa svansen är huvudsakligen täckt med korta hår och avslutas med en svartvit tofs. Liksom de flesta andra springråttor har arten förlängda bakben som ger bra skuttförmåga. Mellan tårna förekommer borstlika hår som hindrar fötterna från att sjunka ner i sanden. Artens namn syftar på de stora 4,0 till 4,5 cm långa öronen som är en tredjedel längre än övriga huvudet.

## Utbredning och habitat
Utbredningsområdet sträcker sig över södra Mongoliet och de kinesiska provinserna Xinjiang, Gansu, Qinghai, Nei Mongol och Ningxia. Där lever arten till exempel i Taklamakanöknen och i torra bergstrakter. Habitatet utgörs främst av öknar och halvöknar samt av torra stäpper och klippiga regioner.

## Ekologi
Den långörade springråttans levnadssätt är otillräckligt utrett. Den är liksom andra springråttor aktiv på natten och gräver antagligen underjordiska bon. Födan utgörs huvudsakligen av insekter och i viss mån av växtdelar och ödlor.
Parningen sker under våren. Kullarna omfattar upp till sex ungar.

## Status
Långörad springråtta förekommer i några naturskyddsområden. IUCN ser inga större hot mot arten och listar den som livskraftig (LC).